# Milder Kiefern-Zapfenrübling
Der ungenießbare Milde Kiefern-Zapfenrübling oder Milde Kiefernzapfen-Nagelschwamm (Strobilurus stephanocystis) ist eine Pilzart aus der Familie der Rindenschwammverwandten. Die Fruchtkörper erscheinen von März bis Mai auf Kiefernzapfen.

## Merkmale

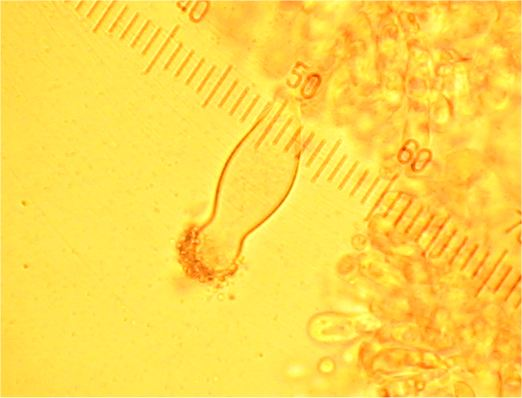
Eine Kristallschopfzystide des Milden-Kiefern-Zapfenrüblings im Lichtmikroskop

### Makroskopische Merkmale
Der Hut ist 0,5–2,5 cm breit, anfangs gewölbt, dann ausgebreitet und bisweilen flach gebuckelt. Die Oberfläche ist glatt und matt und gelbbraun oder rötlich bis dunkelbraun gefärbt. Der glatte, ungeriefte Rand überragt die Lamellen ein wenig. Die weißlichen, blassgrau bis blass gelblichen Lamellen sind am Stiel tief ausgebuchtet angeheftet bis fast frei. Das Sporenpulver ist weiß. Der schlanke, zylindrische Stiel ist zäh-elastisch und oft verbogen. Er ist 5–7 cm lang (über der Erde) und 1–2 cm breit und mehr oder weniger kahl und glänzend. Im unteren Teil ist er gelb- bis rotbraun, die Spitze ist heller bis weißlich. Die Stielbasis hat oft eine strigelig-filzige, 5–8 cm lange „Wurzel“ (Pseudorhiza), die in einem mehr oder weniger tief im Boden vergrabenem Kiefernzapfen entspringt. Das weißliche, zäh-elastische Fleisch ist dünn und riecht angenehm pilzartig. Der Geschmack ist mild bis bitterlich.

### Mikroskopische Merkmale
Die inamyloiden Sporen messen 5,5–10 × 3–4 µm. Die auffallend dickbauchigen oder breit keulig bis flaschenförmigen Zystiden sind an ihrer typisch abgerundeten Spitze oft mit großkörnigen Kristallen besetzt.

## Artabgrenzung
Sehr ähnlich ist der ebenfalls auf Kiefernzapfen wachsende Bittere Kiefern-Zapfenrübling (Strobilurus tenacellus), der bitterer schmecken soll. Seine Fruchtkörper erscheinen meist später, etwa von April bis Juni. Eine sichere Unterscheidung kann nur durch das Mikroskop erfolgen. Der Bittere Kiefern-Zapfenrübling hat spitz zulaufende Zystiden, die keine Kristalle tragen. Ebenfalls ähnlich ist der Fichtenzapfen-Rübling (Strobilurus esculentus), der aber auf Fichtenzapfen wächst. Auch der ähnliche Mäuseschwanzrübling (Baeospora myosura) wächst auf Fichten- oder Kiefernzapfen, seine Fruchtkörper erscheinen aber im Herbst. Er hat sehr dicht stehende Lamellen und ist an seinem fein flockigen Stiel zu erkennen.

## Ökologie und Phänologie
Der Milde Kiefern-Zapfenrübling ist an keinen besonderen Wald-, Boden- oder Klimatyp gebunden und kommt auch außerhalb geschlossener Baumbestände vor. Man findet den Pilz auf Kahlschlägen und Lichtungen, an Waldwegen und in Parks und Gartenanlagen. Er lebt als Saprobiont auf vorjährigen, vergrabenen Kiefernzapfen. Die Fruchtkörper erscheinen einzeln bis gesellig meist zwischen März und Mai.

## Verbreitung

Europäische Länder mit Nachweisen des Milden Kiefern-Zapfenrübling.
Legende:
grün = Länder mit Fundmeldungen
cremeweiß = Länder ohne Nachweise
hellgrau = keine Daten
dunkelgrau = außereuropäische Länder.

Der Pilz kommt in Asien (Japan, Südkorea) und Europa vor. In Kiefernwäldern ist er ein ziemlich häufiger Frühjahrspilz.

## Bedeutung
Die Kiefern-Zapfenrüblinge wurden in jüngster Zeit dadurch bekannt, weil man aus ihnen verschiedene Strobilurine isoliert hat. Strobilurine haben eine starke fungizide Wirkung, sind aber gegenüber Pflanzen und Säugetieren kaum toxisch. Da die natürlichen Strobilurine relativ schnell abgebaut werden, werden heute überwiegend synthetisch hergestellte Strukturanaloga als Pflanzenschutzmittel eingesetzt.